# Іпрський виступ
Іпрський виступ — місцевість на околицях бельгійського міста Іпр, відома найважчими битвами Першої світової війни.

## Географічні умови
Місцевість характеризується як велика низовина (марші) з рідкісними височинами, що розкинулася по обидва боки від французько-бельгійського кордону між Північним морем і лівою притокою Шельди — Лісом. Вздовж морського берега простяглися піщані дюни, з'єднані греблями для захисту маршів від повеней, у маршах побудовано мережу осушувальних каналів. Біля Іпра, між Лісом та Ізером лежить пасмо пагорбів, яке називають Іпрською височиною. Місцевість важкопрохідна, в погані сезони пересування можливе тільки дорогами, побудованими на насипах.

## Історія

### Початок війни
Метою плану Шліффена був прорив до Бельгії для обходу лінії оборони французької армії. Проте вони зіткнулися з опором бельгійської та французької армій. Від 8 до 19 жовтня 1914 року до Фландрії перекинуто англійську експедиційну армію в складі 5 корпусів. 14 жовтня передові частини підійшли до Іпру.
На правому березі Ізера, між Ніувпортом і Діксмейде, тримала оборону бельгійська армія в складі 6 піхотних та двох артилерійських дивізій, у яких було 60 000 осіб. 22 жовтня німецькі війська форсували Ізер і закріпилися на лівому березі. Тоді за наказом короля Бельгії Альберта I 27 жовтня під час припливу відкрили шлюзи, й морська вода затопила простір від Ніупорта до Діксмейде.

### Перша газова атака
У квітні 1915 року німецькі війська вперше в історії людства застосували хімічну зброю. Внаслідок цієї атаки 5 тис. британських і французьких солдатів смертельно отруєно, а ще 10 тис. зазнали тяжких отруєнь.